# Tamakautoga
Tamakautoga è un villaggio, che costituisce anche una municipalità ed un distretto elettorale, dell'isola di Niue, nell'Oceano Pacifico. Il villaggio si trova sulla costa sud-occidentale, nella regione storica tribale di Tafiti. Ha una popolazione di 157 abitanti ed una superficie di 11,93 km².
Sulla costa del villaggio si trova una spiaggia e, al largo, un sito per le immersioni con corallo duro, particolarmente frequentata da squali.